# I Am (Earth, Wind & Fire)
I Am is het negende studioalbum van de Amerikaanse muziekformatie Earth, Wind & Fire. Het album werd in juni 1979 uitgebracht door ARC en Columbia Records. Het album bereikte de hoogste positie in de Top Soul Albums en #3 in de Billboard 200. In Nederland stond het album twee weken op #4 in de Album Top 100.

## Nummers
| Nr. | Titel                   | Duur |
| --- | ----------------------- | ---- |
| 1.  | In the Stone            | 4:48 |
| 2.  | Can't Let Go            | 3:28 |
| 3.  | After the Love Has Gone | 4:26 |
| 4.  | Let Your Feelings Show  | 5:24 |
| 5.  | Boogie Wonderland       | 4:48 |
| 6.  | Star                    | 4:23 |
| 7.  | Wait                    | 3:39 |
| 8.  | Rock That!              | 3:07 |
| 9.  | You and I               | 3:34 |